# Лавниця (Польща)
Лавниця (пол. Ławnica) — село в Польщі, у гміні Тушув-Народовий Мелецького повіту Підкарпатського воєводства.
Населення — 727 осіб (2011).
У 1975-1998 роках село належало до Ряшівського воєводства.

## Демографія
Демографічна структура станом на 31 березня 2011 року:
|          | Загалом | Допрацездатний вік | Працездатний вік | Постпрацездатний вік |
| -------- | ------- | ------------------ | ---------------- | -------------------- |
| Чоловіки | 375     | 79                 | 255              | 41                   |
| Жінки    | 352     | 71                 | 201              | 80                   |
| Разом    | 727     | 150                | 456              | 121                  |